# Pityrogramma williamsii
Pityrogramma williamsii är en kantbräkenväxtart som beskrevs av George Richardson Proctor. Pityrogramma williamsii ingår i släktet Pityrogramma och familjen Pteridaceae. Inga underarter finns listade.